# Кулієв Вагіф Джабраїлович
Вагіф Джабраїлович Кулієв (нар. 14 червня 1968) — радянський, український, російський та казахстанський футболіст, нападник.

## Життєпис
З 1985 по 1986 рік грав за бєльцьку «Зарю», у 28 матчах відзначився 4-а голами. З 1988 по 1989 рік виступав за «Джезказганець», провів 5 поєдинків. У 1991 році поповнив ряди клубу «Актюбинець», зіграв 21 матч і відзначився 2 м'ячами, після чого відправився в «Уралець», де й дограв сезон, провівш 3 матчі та відзначився 2 голами.
З 1992 по 1993 рік грав за «Уралец-АРМА» вже у Вищій лізі Казахстану, у 43 матчах відзначився 11 голами. У 1995 році поповнив склад луганської «Зорі-МАЛС», за яку провів 10 поєдинків і забив 1 м'яч у Вищій лізі України.
У 1996 році виступав за клуб «СК Одеса», у 23 поєдинках першості відзначився 7 м'ячами, ще 1 матч провів у Кубку України. У сезоні 1997 року захищав кольори «Кубані», провів 7 матчів у першості і 10 матчів за «Кубань-д» у Третій лізі.
По завершенні кар'єри професіонального футболіста продовжив грати на аматорському рівні, виступав за команди міста Одеси: ЗОР, «Лілія» та «Рибалка-Дорожник» (6 ігор, 1 гол), а також в 2002 році за колектив «Комунальник» з Гуково (19 матчів, 7 м'ячів).